# ماریو آسربی
ماریو آسربی (انگلیسی: Mario Acerbi; ۱ ژوئیهٔ ۱۹۱۳ – ۲۰ فوریهٔ ۲۰۱۰) بازیکن فوتبال اهل ایتالیا بود.
از باشگاه‌هایی که در آن بازی کرده‌است می‌توان به باشگاه فوتبال آ.اس. رم اشاره کرد.